# Kerk van Ditzum
De Kerk van Ditzum, in het Duitse deel van het Reiderland, is een eenvoudige bakstenen zaalkerk, waarschijnlijk uit het begin van de dertiende eeuw, met een losstaande toren uit 1846. De kerk, gelegen op een warft in het dorp Ditzum, heeft een rechte koorsluiting. Tegenwoordig is het een Hervormde kerk, na de reformatie was de kerk een tijdlang Luthers.
Van de oorspronkelijke kerk is weinig meer te zien. De zuidmuur heeft nog oorspronkelijk metselwerk, de andere muren zijn opnieuw opgebouwd. De kerk raakte in de Tweede Wereldoorlog zwaar beschadigd. In de noordmuur zijn romaanse vensters aangebracht, die oorspronkelijk ook in de zuidmuur moeten hebben gezeten. Deze heeft nu echter drie licht spitsbogige vensters.
De huidige toren verving een eerder exemplaar. Het achtkantige bouwwerk wordt bekroond door een lichtkoepel met omgang en wekt de indruk van een vuurtoren. Waarschijnlijk diende de toren oorspronkelijk ook als baken.
Het interieur heeft na de oorlog een tongewelf gekregen. De preekstoel uit 1684, vervaardigd door Frederich Albertz, is behouden gebleven, evenals de avondmaaltafel uit 1660. Het huidige orgel van de Berlijnse orgelbouwer Karl Schuke dateert van 1965, het eerdere van Wilhelm Eilert Schmid uit 1821-22 ging in de oorlog verloren.